# Табоада
Табоа́да (ісп. Taboada, МФА: [ta.βo.ˈa.ða]) — муніципалітет і містечко в Іспанії, в автономній спільноті Галісія, провінція Луго, комарка Чантада. Розташоване у північно-західній частині країни. Входить до складу Лугоської діоцезії Католицької церкви. Площа муніципалітету — 146,67 км², населення муніципалітету — 3464 ос. (2009); густота населення — 
. Телефонний код — 34 982.

## Назва
- Табоа́да (гал. і ісп. Taboada, МФА: [ta.βo.ˈa.ða]) — сучасна іспанська і галісійська назва.

## Географія
Муніципалітет розташований на відстані близько 420 км на північний захід від Мадрида, 37 км на південний захід від Луго.

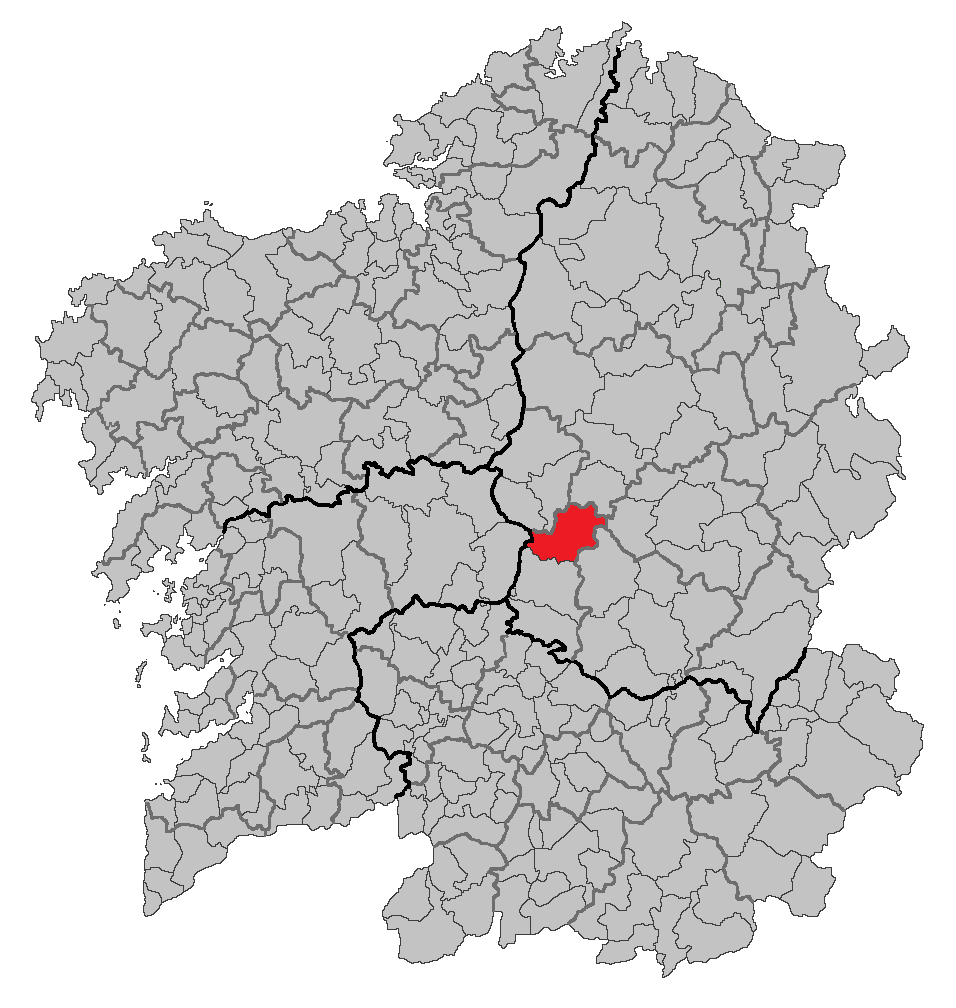
Муніципалітет у Галісії
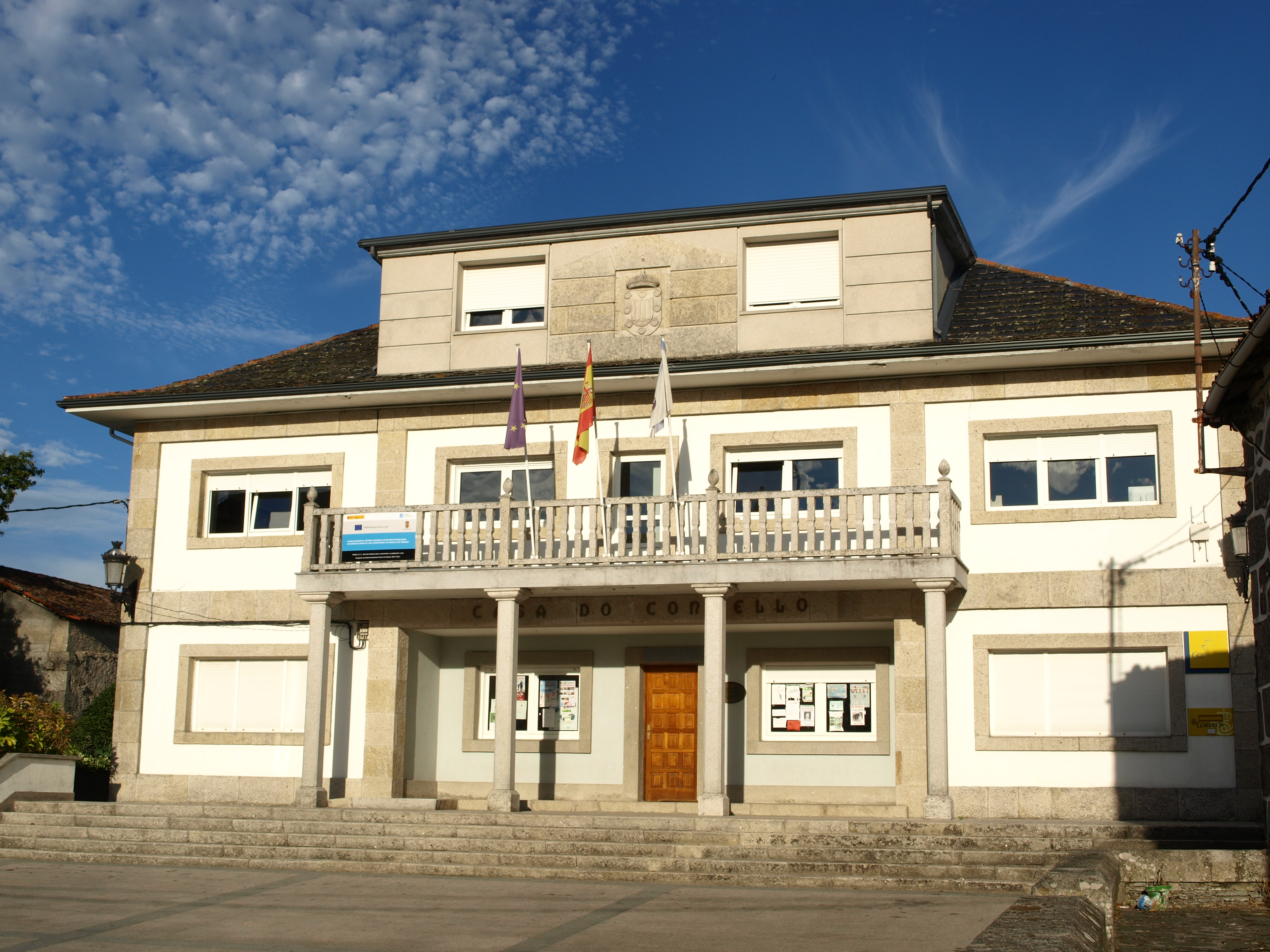
Ратуша
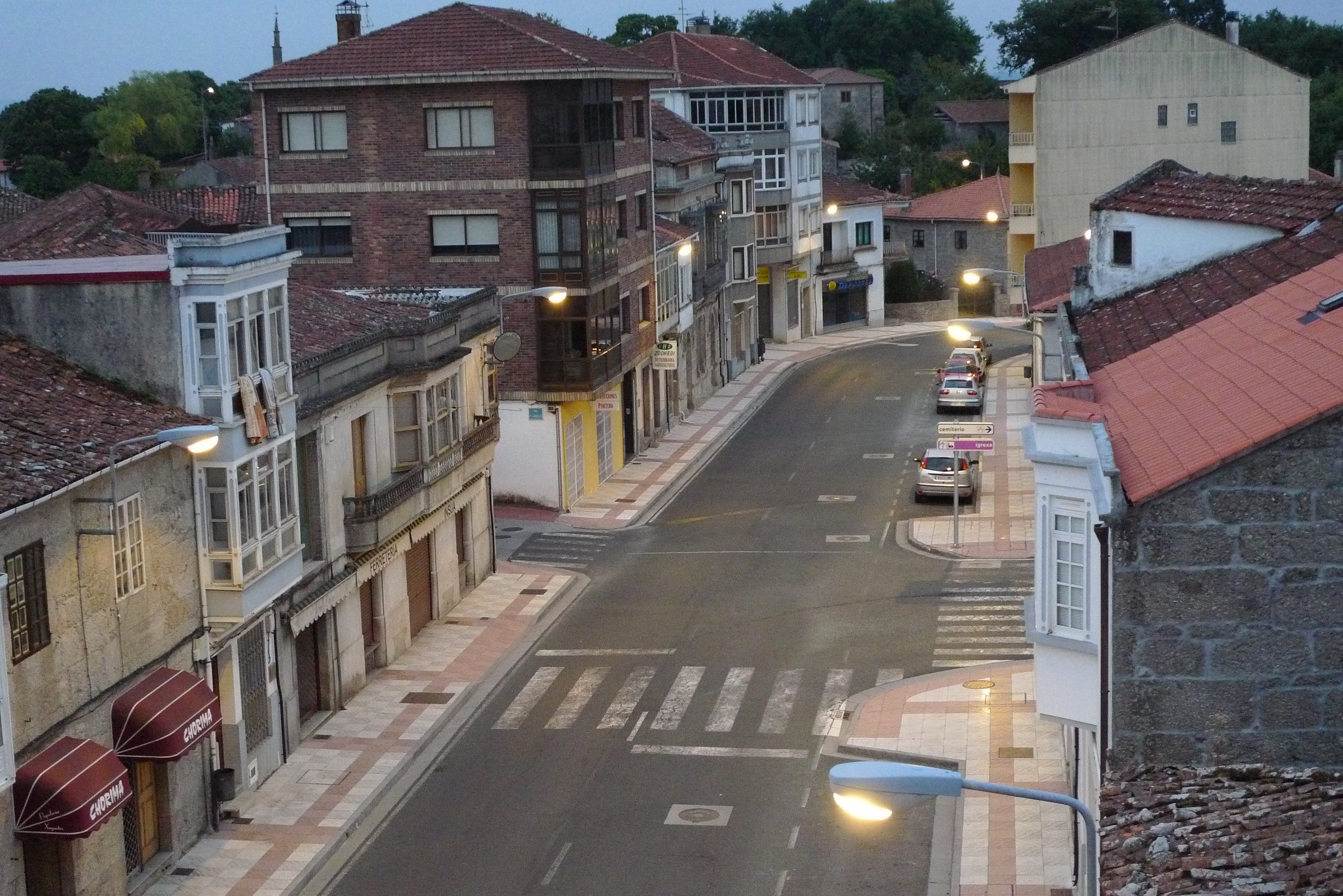
Вулиця
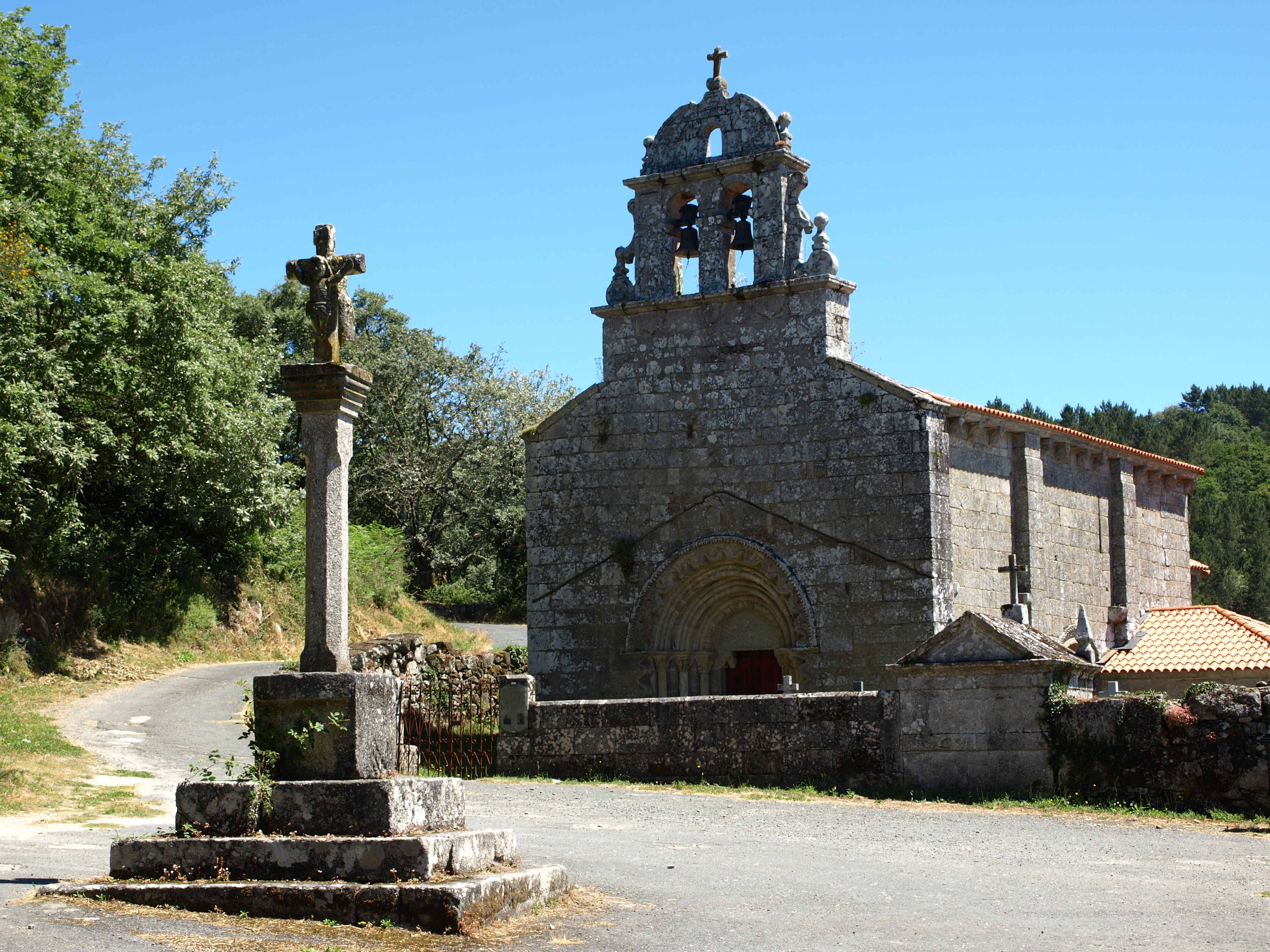
Церква св. Петра
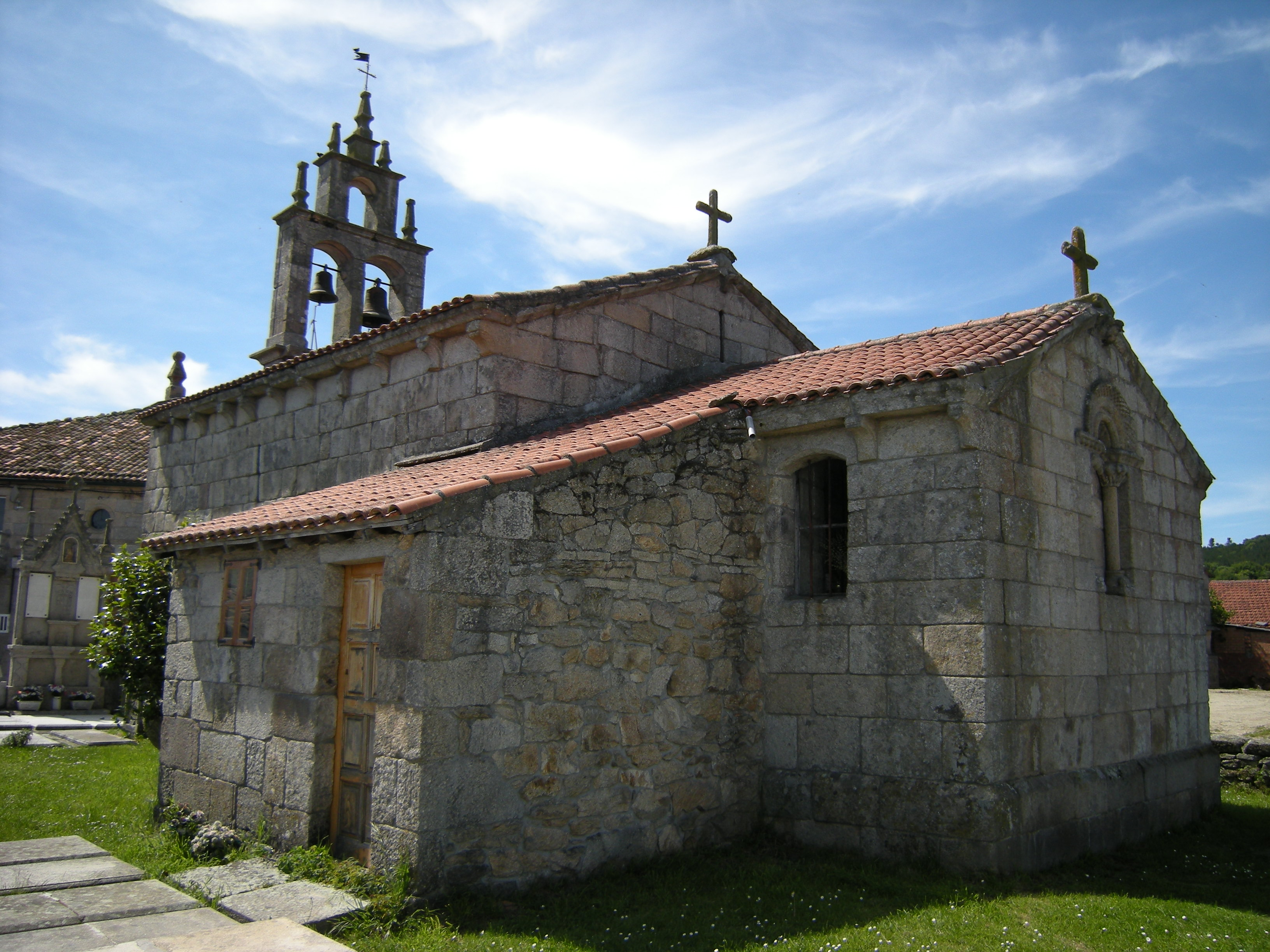
Церква св. Івана

## Демографія
Динаміка населення (INE ):

## Парафії
Муніципалітет складається з таких парафій:
1. Ансар
2. Аршис
3. Бембібре
4. Боусоа
5. Віламеньє
6. Вілар-де-Кабалос
7. Вілела
8. Кампо
9. Карбальйо
10. Кастело
11. Сердеда
12. Сісільйон
13. Коуто
14. Есперанте
15. Фраде
16. Гондульфе
17. Інсуа
18. Мато
19. Мейшонфріо
20. Мореда
21. Моурульє
22. Піньєйра
23. Сан-Шіан-де-Інсуа
24. Собреседо
25. Табоада-дос-Фрейрес
26. А-Торре
27. Шіан

## Релігія
Табоада входить до складу Лугоської діоцезії Католицької церкви.